# Kendenup
Kendenup is een plaats in de regio Great Southern in West-Australië. Het ligt 345 kilometer ten zuidoosten van Perth, 90 kilometer ten zuiden van Katanning en 22 kilometer ten noorden van Mount Barker. Kendenup is een van de oorspronkelijke spoorwegstations langs de Great Southern Railway en ligt aan de Albany Highway. De rivier Kalgan ontspringt nabij Kendenup. In 2021 telde Kendenup 1.062 inwoners tegenover 1.290 in 2006.

## Geschiedenis
De oorspronkelijke bewoners van de streek waren Nyungah Aborigines.
Alexander Collie was de eerste Europeaan die door de streek trok in april 1831. Collie's expeditie volgde de rivier Kalgan stroomopwaarts en trok vervolgens over land tot aan de voet van het Porongurup-gebergte. Hij werd onder meer bijgestaan door zijn vriend Mokare. Collie kreeg in de streek, toen bekend onder de aboriginesnaam 'Moorilup', tweeduizend hectare grond toegewezen.
In 1840 vestigde kapitein John Hassell en zijn familie zich in de streek met achthonderd schapen, twaalf runderen en tien paarden. Ze noemden hun hofstede en aangelanden Kendenup, een andere aboriginesnaam voor de streek. Hassell kocht meer land en tegen 1850 had hij vijftienduizend hectare grond in pacht en tienduizend hectare in volle eigendom. Na de consolidatie van zijn boerderij verhuisde Hassell naar Albany vanwaar hij een import/export-bedrijf leidde dat de uitvoer van de wol van zijn boerderij naar Engeland organiseerde.
De overheid loofde een premie van vijfduizend pond uit voor het vinden van goud. Drie jaar later, in 1872, diende Hassell stalen in uit Kendenup. De aanwezigheid van goud werd bevestigd. Op 15 december 1874 Hassell richtte de Standard Gold Mining Company op. Nog geen twee jaar later, op 5 juni 1876, sloot de eerste goudmijn van West-Australië alweer. Ze had slechts tien ton gouddragend erts opgeleverd. Hassell stierf in 1883 en liet een vrouw, vijf zonen en een dochter achter.
In 1920 verkocht de familie Hassell de boerderij aan C.J. De Garis. De Garis deelde het geheel in kavels van vier tot vierentwintig hectare op. Hij verkocht ze zonder intrest om kleine boerderijen op te vestigen. Een driehonderdvijftigtal kavels raakte verkocht maar ze waren te klein om economisch rendabel te zijn. Het project faalde. Hij schreef er een boek over : The Victories of Failure: A Business Romance of Fiction, Blended with and Based on, Fact. De Garis pleegde zelfmoord door vergassing op 17 augustus 1926.
Naar aanleiding van de Tweede Wereldoorlog werden tweehonderd Italianen van 4 november 1943 tot 13 mei 1946 in interneringskampen in Kendenup opgesloten. Ze werden ingezet als landarbeiders.

## 21e eeuw
De traditionele landbouwindustrie maakt langzaam plaats voor toerisme, wijnbouw en de voedingsindustrie.
Kendenup heeft een basisschool.

## Klimaat

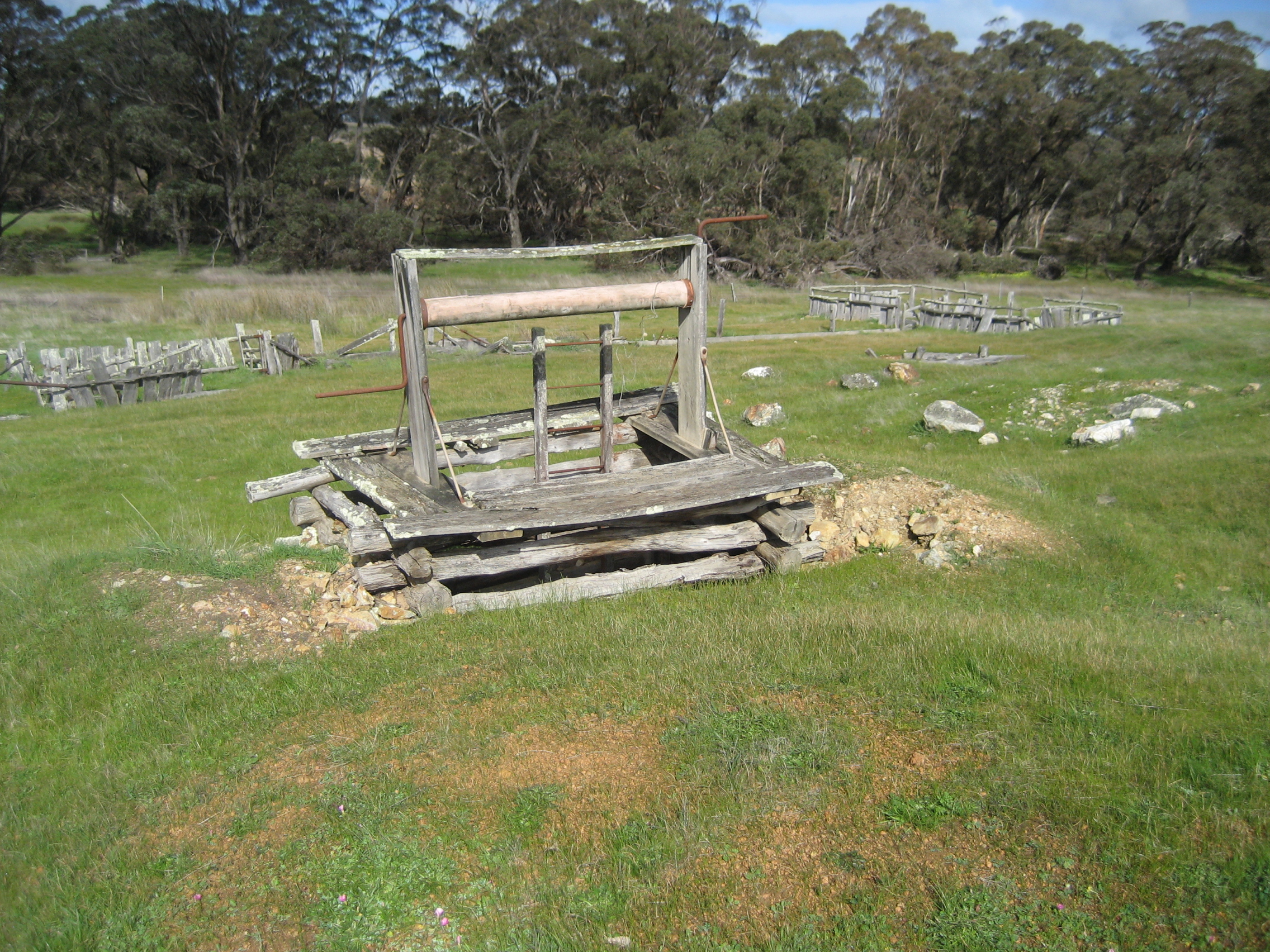
Kendenup goudmijn

Kendenup kent een mediterraan klimaat met hete droge zomers en koele vochtige winters. 's Zomers ligt de gemiddelde temperatuur rond 26 °C en 's winters tussen 10 en 13 °C. De gemiddelde neerslag bedraagt 24 mm voor januari en 100 mm voor juli.

## Toerisme
Kendenup ligt net ten zuidwesten van het nationaal park Stirling Range en ten noordwesten van het nationaal park Porongurup.
Het heeft een caravanpark.
De restanten van de goudmijn in Kendenup zijn nog zichtbaar.

## Notabelen
- Rica Erickson, botanica en auteur.